# Milutin Bojić
Milutin Bojić, Милутин Бојић (ur. 18 maja 1892 w Belgradzie, zm. 8 listopada 1917 w Salonikach) – serbski poeta, dramaturg i krytyk literacki.

## Życiorys
Pochodził z rodziny rzemieślniczej, był synem Jovana i Sofii z d. Barjaktarević. Uczył się w II liceum w Belgradzie, które ukończył z wysoką lokatą, dzięki czemu został zwolniony ze zdawania egzaminu dojrzałości. Studiował na wydziale filozoficznym Uniwersytetu w Belgradzie. Brał udział w wojnach bałkańskich, w tym czasie podróżował po terenach zajętych przez armię serbską, jako korespondent prasy belgradzkiej. W czasie I wojny światowej przeniósł się wraz z rodziną do Aranđelovaca, a następnie do Niszu, gdzie pracował jako cenzor. W Niszu w 1915 zmarła jego matka. Milutin pozostawił rodzeństwo pod opieką krewnych w Kraljevie i wraz z bratem Radivoje przeszedł z armią serbską przez góry Albanii, służąc w oddziale telegrafistów. Po przybyciu na Korfu pracował w służbie wywiadu armii serbskiej. W 1916 wyjechał do Francji, gdzie przebywał ponad miesiąc, a następnie do Salonik, gdzie pracował jako urzędnik ministerstwa spraw wewnętrznych. W 1917 jego stan zdrowia gwałtownie się pogorszył, cierpiał na gruźlicę. Zmarł w szpitalu wojskowym w Salonikach. Pochowany na miejscowym cmentarzu wojskowym, mowę pożegnalną wygłosił obecny na uroczystości Ivo Ćipiko. W 1922 jego doczesne szczątki przeniesiono na Nowy Cmentarz w Belgradzie (kwatera 29).

## Twórczość
Pierwsze utwory publikował w czasie nauki w szkole średniej. W wieku 15 lat pisał pierwsze dramaty historyczne tworzące trylogię Деспотова круна. W czasie I wojny światowej napisał w Niszu poemat Kain, który uległ zniszczeniu po wkroczeniu do miasta armii bułgarskiej. Dokumentował odwrót armii serbskiej przez Albanię, a po przybyciu na Korfu pisał sonety i mniejsze utwory poetyckie. Pod koniec życia w Salonikach opublikował tomik Песме бола и поноса, poświęcony cierpieniom narodu serbskiego. Drukarnia Akvarione, w którym miały się ukazać kolejne jego utwory spłonęła w wielkim pożarze Salonik w 1917.
- 1914: Pesme
- 1915: Kain (poemat)
- 1917: Pesme bola i ponosa (poezja)
- 1910: Lanci (dramat)
- 1913: Kraljeva jesen (dramat)
- 1913-1914: Gospođa Olga (dramat)
- 1915: Uroševa ženidba (dramat)
- 1978: Sabrana dela Milutina Bojića I-IV